# Chow mein

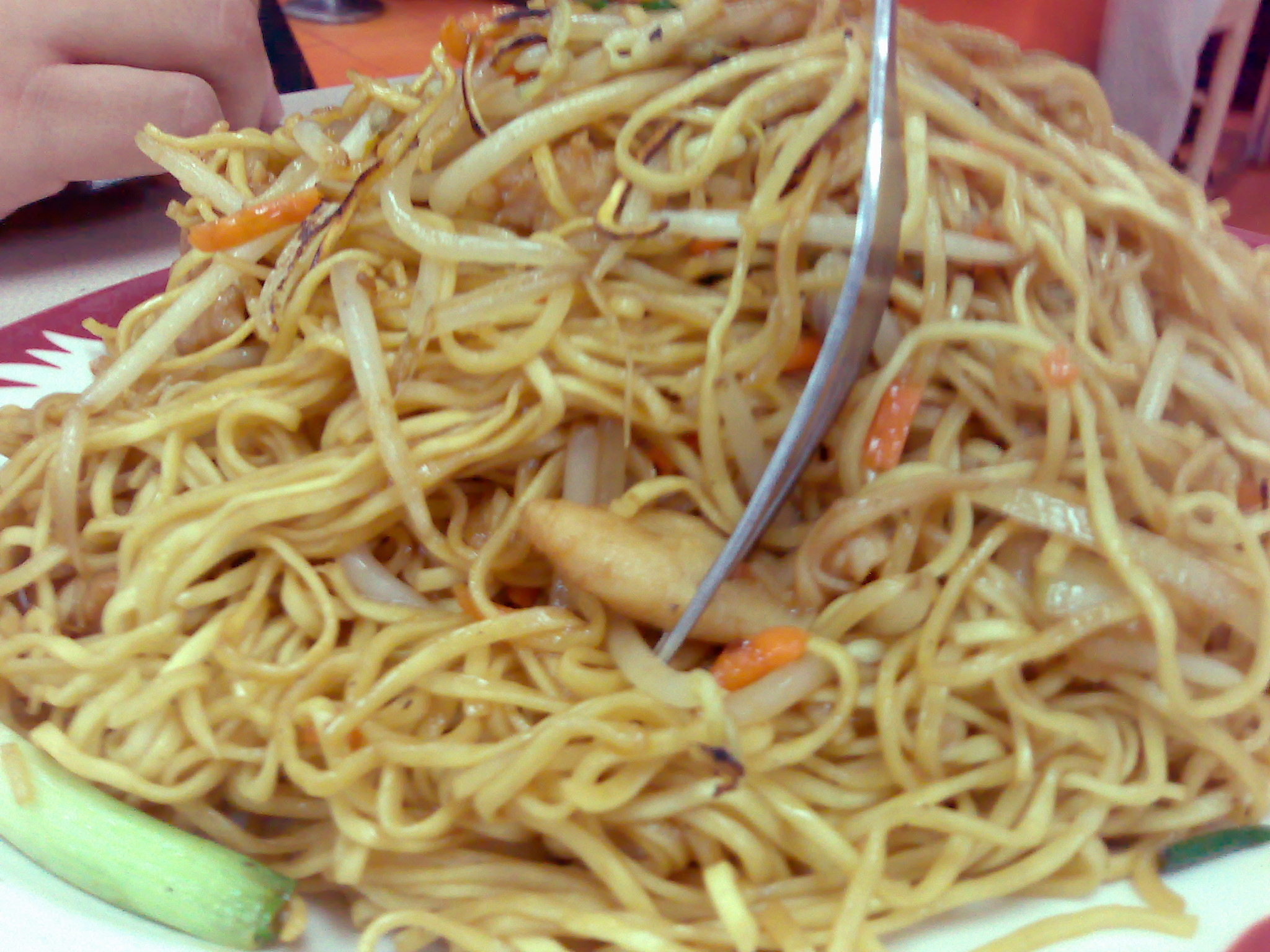
Chow mein met kip

Chow mein of tjauw min (炒面 chǎo-miàn) is de Chinese term voor een geroerbakt noedelgerecht waarvan er veel verschillende varianten zijn.

## Herkomst
De uitspraak chow mein komt uit het Taishan dialect van het Chinees. In het Chinees verwijst miàn (Traditioneel Chinees: 麵; Vereenvoudigd Chinees: 面; vaak omgezet als 'mien' of 'mein') naar noedels die gemaakt worden van tarwe. Chǎo 炒 staat voor het werkwoord bakken en in dit gerecht voor roerbakken. De Chinese noedels zijn een belangrijk deel van de meeste regionale cuisines van het Chinese vasteland, evenals binnen Taiwan, Singapore, en andere Zuidoost-Aziatische landen met een aanzienlijke overzeese Chinese bevolking.

## Gebruik
Er is een grote verscheidenheid aan ingrediënten waar chow mein uit kan bestaan. Als basis worden tarwenoedels gebruikt, toegevoegd met vlees (rund, kip, varken), schaaldieren (garnalen, krab), verschillende groenten en/of gebakken ei. Als saus wordt er in China op het vasteland veel gebruikgemaakt van soja-, vis- en oestersaus. In Chinese restaurants in Nederland wordt chow mein vaak gecategoriseerd onder de bamigerechten. In de Surinaamse keuken is het gerecht ook heel populair en wordt het tjauw min genoemd.